# Лінійні виверження

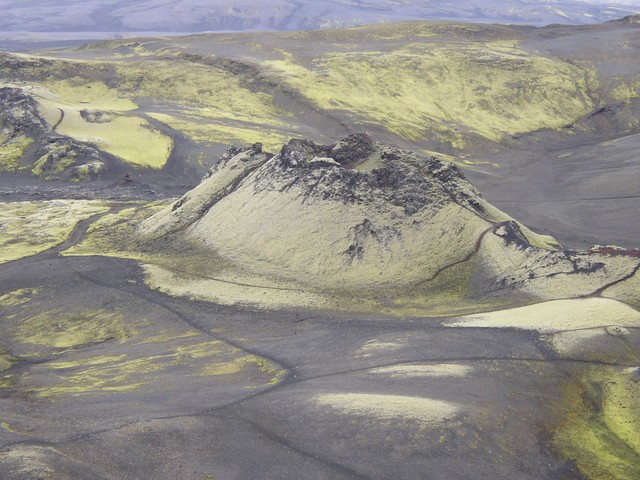
Вулкан Лакі

Лінійні виверження (рос. линейные извержения, англ. fissure eruptions, нім. Spalteneruptionen f pl) — виверження рідкої, головним чином базальтової лави через лінійні тріщини земної кори. Приклад: вулкан Лакі в Ісландії.
Синонім — тріщини виверження.